# Killing Them Softly
Killing Them Softly is een Amerikaanse misdaadfilm uit 2012 van regisseur Andrew Dominik. De film is gebaseerd op de roman Cogan's Trade van misdaadauteur George V. Higgins. De hoofdrol wordt vertolkt door Brad Pitt.

## Verhaal
In de herfst van 2008, tijdens de kredietcrisis en de Amerikaanse presidentsverkiezingen, bedenkt Johnny "Squirrel" Amato het plan om een illegaal pokerspel te overvallen. Hij roept de hulp in van zijn vroegere partner Frankie en de Australische heroïneverslaafde Russell om de overval uit te voeren. Omdat Markie Trattman, de organisator van het pokerspel, in het verleden een van zijn eigen pokerspelen liet overvallen, vermoedt Squirrel dat de maffia hem ook de schuld zal geven van de nieuwe overval.
Driver, een afgezant van de maffia, bespreekt de overval met huurmoordenaar Jackie Cogan en concludeert dat Markie, of hij nu schuldig of onschuldig is, vermoord moet worden om de orde te herstellen. Russell verklapt inmiddels aan Kenny Gill, die hij als drugsdealer wil inschakelen, dat hij de overval gepleegd heeft. Kenny licht Jackie in, die op zijn beurt aan Driver meedeelt dat Squirrel, Frankie en Russell de vermoedelijke daders van de overval zijn.
Jackie vermoordt Markie en roept de hulp in van collega Mickey Fallon om Squirrel te vermoorden. Maar Mickey, die voorwaardelijk vrij is, blijkt niet zo betrouwbaar meer te zijn als hij ooit was. Hij trekt zich terug in zijn hotelkamer, waar hij prostituees uitnodigt en dronken wordt. Mickey lijkt echter niet te beseffen dat hij op die manier de opdracht in gevaar brengt.
Jackie besluit om Squirrel zelf te vermoorden. Hij spoort Frankie op en belooft zijn leven te sparen als hij onthult waar Squirrel zich bevindt. Jackie wordt door Frankie naar het appartementsgebouw van Squirrel gereden. Daar vermoordt hij Squirrel met een shotgun. Russell werd eerder al betrapt op drugsbezit en gedeporteerd.
Vervolgens rijden Jackie en Frankie enkele uren naar de parkeergarage waar de auto van Jackie staat. Eens aangekomen in de parkeergarage stapt Jackie uit en kruipt Frankie achter het stuur van zijn eigen auto. Jackie schiet de onwetende Frankie dood met een revolver, veegt mogelijke vingerafdrukken weg en verlaat de plaats delict.
Op de avond van de presidentsverkiezingen spreekt Jackie met Driver af om zijn vergoeding in ontvangst te nemen. Op de achtergrond is de televisie-uitzending van Barack Obama's overwinningsspeech te zien. Jackie argumenteert dat 10.000 dollar per slachtoffer te weinig is omdat Mickey voor de moord op Squirrel 15.000 dollar zou gevraagd hebben. Driver zegt dat 10.000 dollar de prijs is die werd afgesproken. Jackie windt zich op over Obama's toespraak en zegt: "This guy wants to tell me we're living in a community? Don't make me laugh. I'm living in America, and in America, you're on your own. America is not a country; it's just a business." Tot slot richt hij zich tot Driver: "Now fucking pay me!"

## Rolverdeling
- Brad Pitt – Jackie Cogan
- Scoot McNairy – Frankie
- Ben Mendelsohn – Russell
- Richard Jenkins – Driver
- James Gandolfini – Mickey
- Ray Liotta – Markie Trattman
- Sam Shepard – Dillon
- Slaine – Kenny Gill
- Vincent Curatola – Johnny Amato
- Max Casella – Barry Caprio
- Trevor Long – Steve Caprio

## Productie

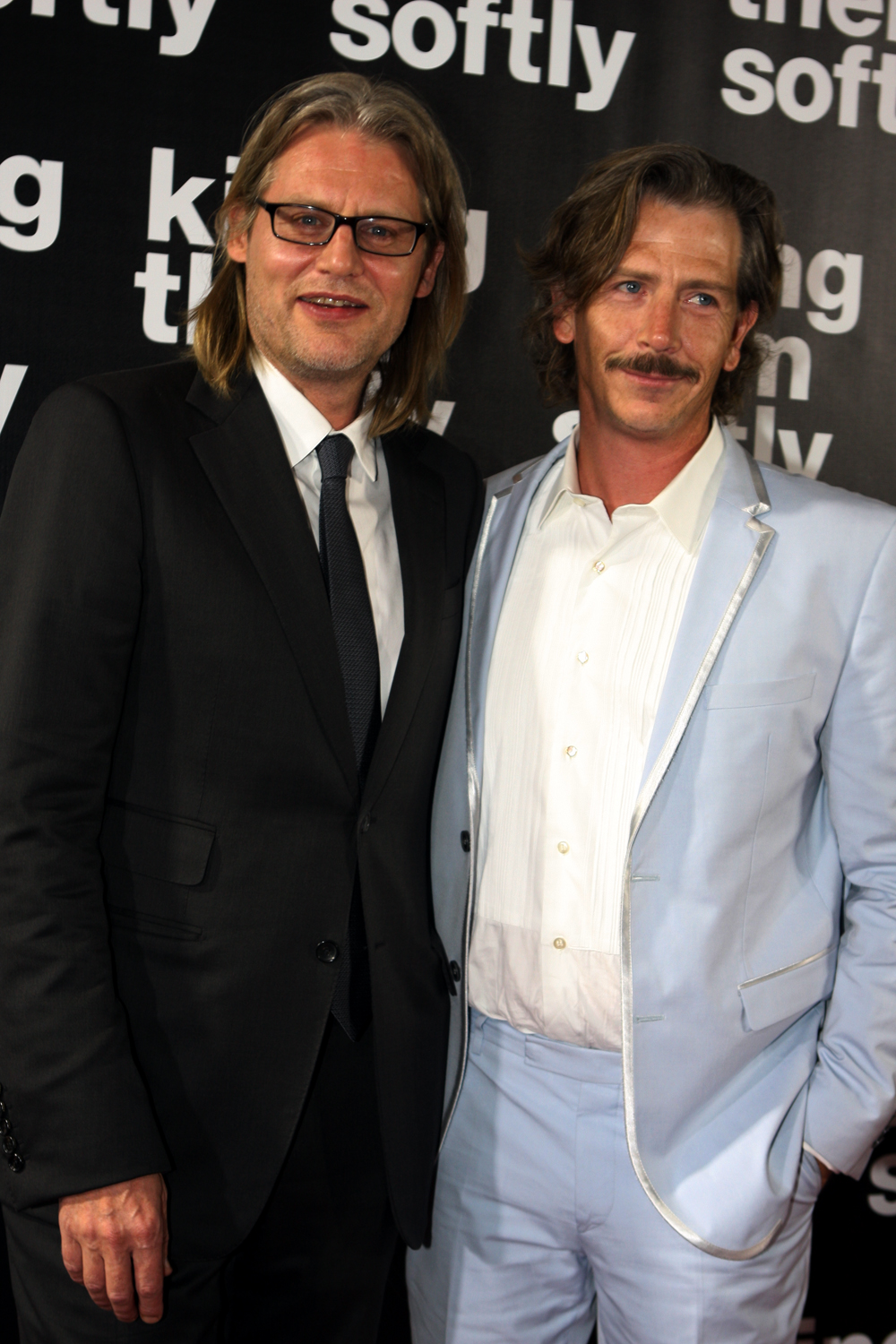
Regisseur Andrew Dominik (links) en acteur Ben Mendelsohn tijdens de première in Sydney.

Killing Them Softly is gebaseerd op de roman Cogan's Trade (1974) van auteur George V. Higgins, wiens misdaadroman The Friends of Eddie Coyle in 1973 verfilmd werd door regisseur Peter Yates. Beide boeken spelen zich af in Boston. Hoewel de opnames van Killing Them Softly plaatsvonden in New Orleans wordt ook in de film regelmatig naar bepaalde buurten uit Boston verwezen.
Regisseur Andrew Dominik besloot het originele boek uit 1974 te moderniseren door het verhaal te laten afspelen tegen de achtergrond van de kredietcrisis van 2008. Volgens de regisseur ondergaan de gangsters in de film immers een gelijkaardige crisis. Ook hun eigen economie, die gebaseerd is op pokerwinsten, stuikt in elkaar wegens een gebrekkige regulatie.
In december 2010 werd Brad Pitt gecast als hoofdrolspeler. In februari 2011 werden onder meer Scoot McNairy, Ben Mendelsohn en Richard Jenkins gecast. De opnames gingen in maart 2011 van start in Louisiana.
Garret Dillahunt, die aanvankelijk ook een rol in de film had, verklaarde dat de eerste versie van de film 2,5 uur lang was. Uiteindelijk werd de film ingekort tot 97 minuten, waardoor Dillahunt niet meer in de film aan bod komt.

## Titel
Oorspronkelijk luidde de titel van het filmproject Cogan's Trade, naar de roman waarop het gebaseerd is. Uiteindelijk werd de titel veranderd in Killing Them Softly, wat verwijst naar een uitspraak van het hoofdpersonage Jackie Cogan. De huurmoordenaar vermoordt zijn slachtoffers graag zonder veel opschudding en dus bij voorkeur op een moment dat ze het niet zien aankomen.

## Nominaties
- 2012: Filmfestival van Cannes - Palme d'Or

## Trivia
- In zowel de roman Cogan's Trade als The Friends of Eddie Coyle van schrijver George V. Higgins komt het personage Dillon aan bod. In de filmversie van The Friends of Eddie Coyle wordt het personage vertolkt door Peter Boyle, in Killing Them Softly wordt Dillon vertolkt door Sam Shepard.
- Brad Pitt speelt ook de hoofdrol in de western The Assassination of Jesse James by the Coward Robert Ford van regisseur Andrew Dominik.
- James Gandolfini en Vincent Curatola werden beide bekend als maffiabaas in de tv-serie The Sopranos. Ook Max Casella speelde een gangster in de bekende HBO-reeks.
- Sam Shepard en Ben Mendelsohn spelen vader en zoon in de Netflix-serie Bloodline.